# Comèdia screwball

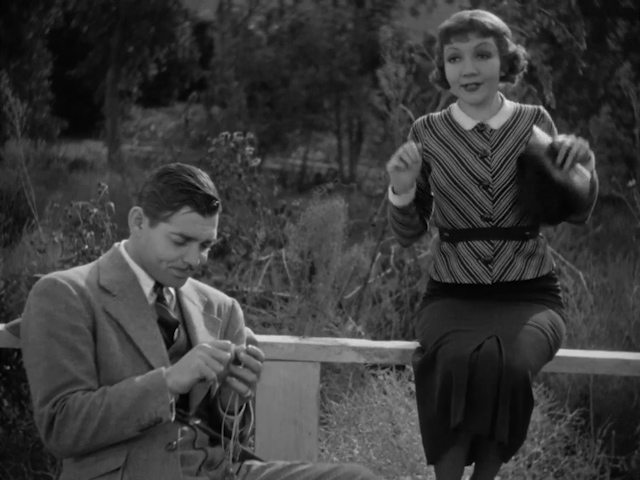
"It Happened One Night", pel·lícula de Frank Capra inserida en aquest gènere.

La comèdia screwball, també anomenada comèdia esbojarrada (pren el seu nom d'un tipus de llançament de beisbol en què la bola agafa diversos efectes), és un tipus de comèdia predominant als Estats Units durant els anys 30, producte de la Gran Depressió. De fet, va ser una comèdia molt característica del període 1932-1939, per aquest motiu es va començar anomenant "comèdia dels anys 30". Aquestes pel·lícules servien de via d'escapatòria de la realitat. Amb aquest objectiu, presentava personatges alegres i atractius que es comportaven de forma atrevida en un ambient adinerat i sofisticat. Consistia en una sàtira amable dels rics que, usualment, acabava amb la reeixida unió d'una heroïna adinerada i un heroi de classe mitjana.
El caràcter d'aquestes comèdies acostuma a ser estrafolari i caòtic i, usualment, amb falta de sentit lògic, i acostumen a jugar amb els equívocs i les situacions absurdes. Tanmateix, aquestes pel·lícules estaven marcades per la filosofia de vida de superposar la cerca de la felicitat als diners, mostrant, en molts casos, als rics com a persones egoistes i inconscients. La majoria d'aquestes comèdies giraven entorn del conflicte amorós dels seus personatges, fent que fossin habituals els triangles amorosos, a més de les ruptures i les reconciliacions.Els personatges femenins van agafar molta rellevància; en aquestes pel·lícules, s'evoca a la "nova dona" independent que apareix als anys 20. De fet, s'ha considerat que van ser les actrius qui va fer que les comèdies screwball triomfessin.
Amb l'arribada del sonor, les pel·lícules basades en gags deixen de tenir sentit, i el gènere va haver de renovar-se per complet. Les comèdies sonores donen més importància a l'humor verbal, allunyat de la importància del cos individual de les pel·lícules còmiques mudes.
La paraula donarà més sensació de realitat i coherència a les pel·lícules.

## Història
La comèdia inaugural del gènere va ser Twentieth Century (1934), de Howard Hawks. Malgrat això, la pel·lícula It Happened One Night, de Frank Capra, és considerada l'encarregada d'establir el to de les pel·lícules screwball que la seguiran.
Entre els anys 1935 i 1936, les comèdies screwball es consoliden gradualment, però no són pel·lícules de gran qualitat, i són semblants a les primeres pel·lícules d'aquest gènere. Hi destaquen pel·lícules com The Gilded Lily, de Wesley Ruggles, Remember Last Night, de James Whale, o She Married Her Boss, de Gregory La Cava. A més, en aquesta etapa, directors d'altres gèneres inclouen en les seves pel·lícules elements propis de l'screwball. És el cas de Hitchcock amb The 39 Steps.
Passat el període de consolidació del gènere, entre 1937 i 1938 apareixen les millors pel·lícules de la comèdia screwball. Hi destaquen pel·lícules com La reina de Nova York, Easy Living i The Awful Truth. A més, l'any 1938 pot ser considerat l'any de maduració de la comèdia screwball, any en què apareix la pel·lícula que millor representa aquest gènere: Bringing Up Baby, de Howard Hawks.
Durant l'any 1939, es perd originalitat i la sorpresa. A més, es considera que moltes pel·lícules comparteixen argument amb el mite de la Ventafocs, com el cas de Midnight de Mitchell Leisen, o Mare per força, de Garson Kanin.
En conseqüència de la Segona Guerra Mundial, el gènere va haver d'adaptar a les noves circumstàncies socials, i les comèdies comencen a canviar. A més, la figura femenina cobra major rellevància a causa que eren elles les que podien acudir a les sales, ja que els homes estaven a la guerra.
Malgrat el pas del temps i les circumstàncies de cada moment, molts elements de les comèdies screwball han persistit, i es poden observar al cinema contemporani.

## Manifestació dels gèneres
És molt interessant observar el paper dels dos gèneres en aquest grup de comèdies. Aquestes pel·lícules destacaven per presentar personatges femenins totalment emancipats, amb un comportament tan independent i agressiu com el dels personatges masculins. A més, escapant de tabús socials, els personatges femenins demostraven tenir més empenta en el tema sexual que els homes. S'ha de valorar aquests personatges en el context de les dones submises que els films de l'època tenien acostumats a l'espectador. Aquests personatges encarnaven el desig sexual reprimit de gran part del públic femení de l'època. A més, els personatges femenins, a partir de la paraula, mostren la seva personalitat. D'aquesta forma, es trencava el model delicat per apostar per una dona de caràcter fort, que es convertiria en un ideal per les dones nord-americanes.
Pel que fa als personatges masculins de caràcter protagonista, acostumaven a aparèixer com a personatges immadurs i innocents, que es veien arrossegats a situacions inversemblants pels personatges femenins.
Malgrat això, el que va caracteritzar el gènere va ser la unió entre les parelles. Per aquest motiu, es parla d'un co-star System; en les comèdies screwball, la importància recau en la parella.